# Блокадный колодец (памятник)
«Блокадный колодец» — памятник, посвящённый периоду блокады Ленинграда, расположенный в Калининском районе города недалеко от станции метро «Площадь Мужества». Памятник-барельеф находится на проспекте Непокорённых, на стене дома 6.
В памятные дни, связанные с блокадой Ленинграда, к памятнику возлагаются цветы.

## История
Памятник был создан в 1979 году по проекту скульптора М. Л. Круппа. Архитектором памятника стал А. Я. Свирский. Памятник посвящён одному из уцелевших к началу войны и последовавшей за этим блокады колодцев, который располагался по этому адресу.
C конца 1941 года в осажденном городе полностью перестал работать централизованный водопровод. Жители блокадного Ленинграда могли брать воду только из рек и каналов. Если жители центра города, где достаточно много водных артерий, в основном брали воду из рек и каналов, то на окраинах больше использовались колодцы. Именно на месте одного из них и размещён монумент
С момента установки памятника первые реставрационные работы на нём были проведены летом 2020 года.

## Описание памятника
Памятник «Блокадный колодец» представляет собой барельеф из гранита на стене жилого дома № 6 на проспекте Непокорённых. На барельефе изображена женщина с ребенком на одной руке и с ведром воды в другой руке. Изображение помещено на фоне стилизованно показанного потока воды.
В нижней части барельефа находится надпись:
«Здесь в суровые годы блокады был колодец — источник жизни».
На земле, под мемориальной доской, находится небольшой гранитный постамент, на котором расположена символическая чаша.